# کتابخانه و موزه مورگان
کتابخانه و موزه مورگان یک کتابخانه شخصی ساخته شده در خانه جی‌پی مورگان است.
این کتابخانه در سال ۱۹۰۶ تأسیس و نسخه‌های خطی کتاب‌های مختلف از افرادی همچون والتر اسکات، انوره دو بالزاک و دست‌خط باب دیلن را نگه‌داری می‌کند، همچنین آثار چاپی و طراحی‌های هنرمندانی همچون لئوناردو داوینچی، رافائل، میکل‌آنژ، رامبرانت، پیتر پل روبنس، پابلو پیکاسو، آلبرشت دورر و توماس گینزبرا از مجموعه‌های این موزه است.